# Kōji
Den här artikeln handlar om Koji under Sengoku-eran. För perioden med samma namn under Heian-eran, se Kōji (Heian).
En period med exakt samma namn (men annat uttal) finns i den gamla kinesiska tideräkningen under Mingdynastin. Den perioden sträcker sig mellan 1488 och 1505.

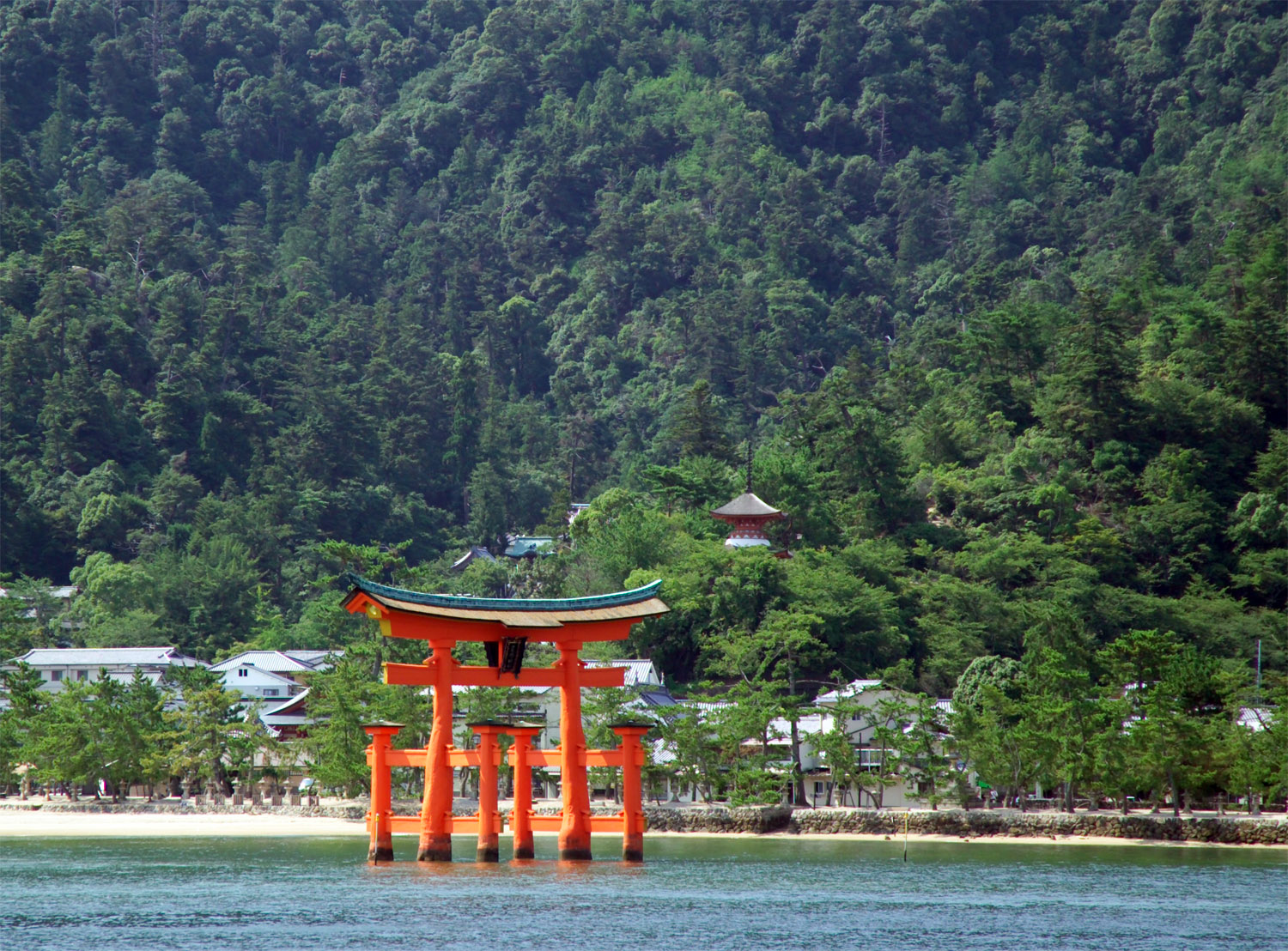
Itsukushima, där slaget mellan daimyoerna av Aki och Suo stod.

Kōji (japanska: 弘治?, Kōji), 23 oktober 1555–28 februari 1558, var en period i den japanska tideräkningen under kejsaren Go-Naras regering. Shogun under perioden var Ashikaga Yoshiteru.
Namnet på eran är hämtat från ett citat ur Bei Qi-shu, ett av de så kallade 24 historieverken i Kina.

## Händelser
I början av perioden krigar daimyoerna Mōri Motonari och Sue Harutaka om gränsen mellan provinserna Aki och Suō. Kriget kulminerar i slaget om Itsukushima i slutet av 1555.
Flera andra, mindre krig mellan daimyoer äger rum i olika delar av Japan.